# 23755 Sergiolozano
23755 Sergiolozano è un asteroide della fascia principale. Scoperto nel 1998, presenta un'orbita caratterizzata da un semiasse maggiore pari a 2,2989005 UA e da un'eccentricità di 0,1369137, inclinata di 2,97811° rispetto all'eclittica.